# Иоганн Зондербург-Глюксбургский
Иоганн Шлезвиг-Гольштейн-Зондербург-Глюксбургский (нем. Johann von Schleswig-Holstein-Sonderburg-Glücksburg; 5 декабря 1825, Готторпский замок, Шлезвиг — 27 мая 1911, Жёлтый дворец, Копенгаген) — принц Шлезвиг-Гольштейн-Зондербург-Глюксбургский, сын основателя младшей линии династии Глюксбургов Фридриха Вильгельма и принцессы Гессен-Кассельский Луизы Каролины, младший брат короля Дании Кристиана IX. Регент Греческого королевства в 1867 году во время путешествия Георга I по европейским странам.

## Биография
Иоганн родился 5 декабря 1825 года в Готторпском дворце. Он был шестым сыном и девятым ребенком в семье первого герцога Шлезвиг-Гольштейн-Зондербург-Глюксбургского Фридриха Вильгельма и его супруги Луизы Каролины Гессен-Кассельский. Отец получил этот титул, когда жена была беременна Иоганном. Новорожденный получил имя в честь Ганса Младшего, сына короля Дании Кристиана III и основателя Шлезвиг-Гольштейн-Зондербургской линии династии.
Отец ушёл из жизни, когда Иоганну было пять. Мать способствовала тому, чтобы дети получили хорошее воспитание.
В 1842 году Иоганн поступил на прусскую военную службу. В том же году он сдал экзамен на звание офицера в Берлине и был назначен унтер-лейтенантом в 27-й прусский пехотный полк в Магдебурге.
В 1844—1846 годах принц учился в Боннском университете.
В 1847 году продолжил военную карьеру в Берлине, присоединившись к полку прусских драгун. За несколько лет Иоганн дослужился до чина капитан кавалерии, которое получил в 1854 году. В следующем году он стал майором. После этого отбыл в Данию, где его брат был избран кронпринцем.
В Дании он, время от времени, выполнял различные дипломатические поручения и дослужился до должности орденсканцлера.
В марте 1863 года его племянник Георг был избран королём Греции, а в ноябре — брат Кристиан занял датский престол.
В апреле 1867 года Георг отбыл в турне по европейским столицам, с целью найти себе невесту. Регентом страны, вместо себя, он оставил дядю Иоганна. В ноябре король вернулся с молодой женой Ольгой Константиновной, урождённой великой княжной Российской империи. За это время регента Иоганна успело полюбить местное население. Свою миссию он выполнил успешно.
Принц интересовался историей и оставил дневники, имеющие много полезных сведений о политике династии Глюксбургов в 1860-х годах.
Иоганн жил холостяком и умер бездетным в Желтом дворце в Копенгагене 27 мая 1911 года. Он пережил всех братьев и сестёр и ушёл из жизни в возрасте 85 лет во время правления племянника Фредерика VIII. Похоронили принца в своде Кристиана VI в Соборе Роскилле. Там же покоится его брат Вильгельм.